# Sperlinga
Sperlinga (sicilsky Spillinga, v galoitalském nářečí Sperrënga) je italská obec ve Volném sdružení obcí Enna (dříve provincie Enna) v centrální části Sicílie. V obci Sperlinga bylo k 31. srpnu 2020 registrováno 698 obyvatel, Historické městečko Sperlinga je jedním z 308 členů (stav k prosinci roku 2020) asociace I Borghi più belli d'Italia (Nejkrásnější historická sídla v Itálii).

## Geografie
Historické městečko s hradem leží v nadmořské výšce 750 metrů na pískovcové skále v hornaté krajině centrální Sicílie mezi pohořími Madonie a Nebrodi, 47 km severně od města Enny. Sousedními obcemi jsou Gangi na západě a Nicosia na východě. Nejvyššími vrcholy na katastrálním území obce jsou hory Monte Tiri (1156 m n. m.) a Rocca Castello (1120 m n. m.), ležící západně od lesní oblasti Bosco di Sperlinga. Podél západního okraje městečka protéká od severu k jihu řeka Sperlinga.

## Historie

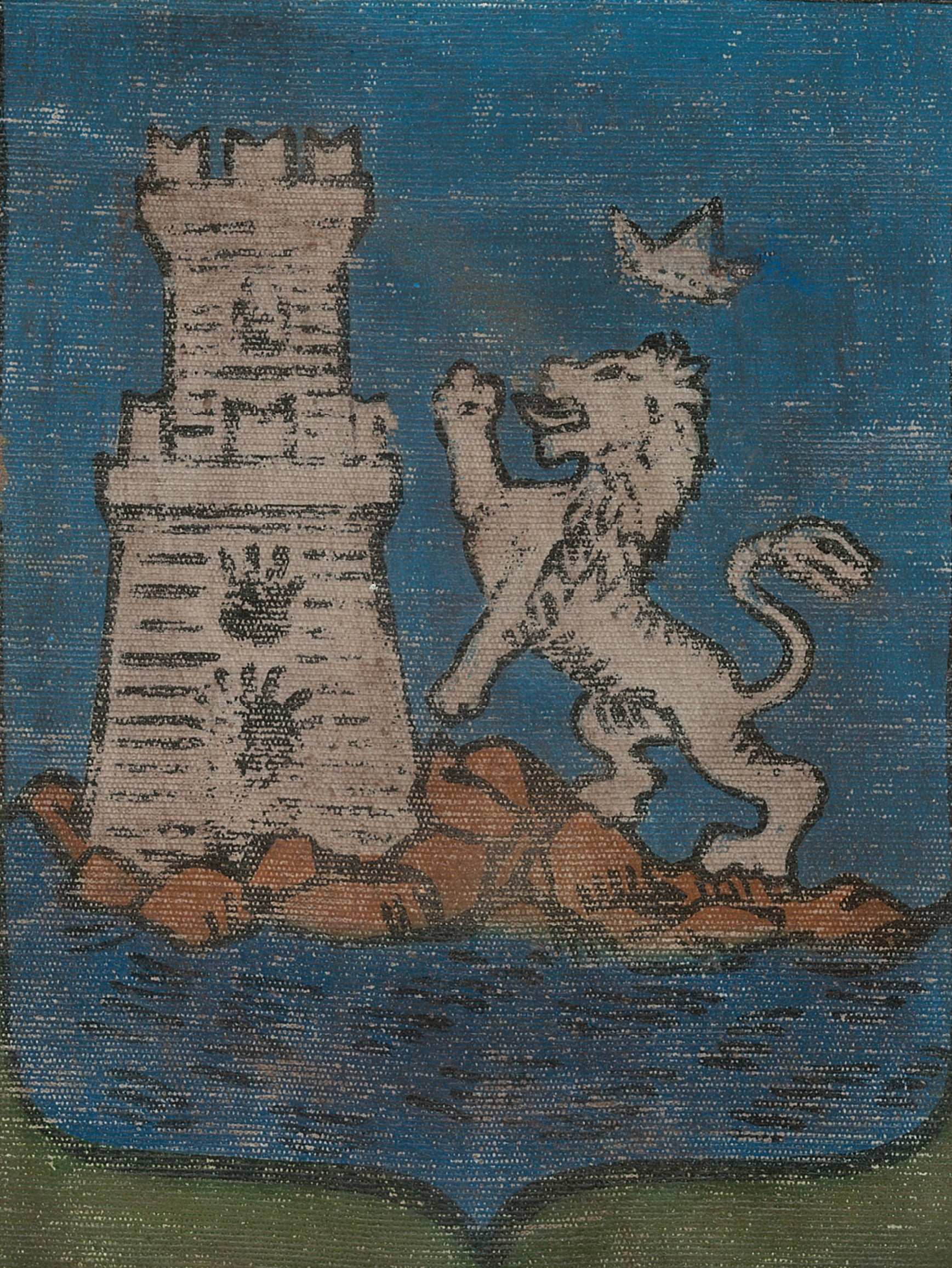
Znak Gianforte Natoliho, knížete ze Sperlingy

Název sídla je odvozen od řeckého slova spelonca, respektive latinského spelunca, což znamená „jeskyně“ – v pískovcovém masívu, na němž je městečko postaveno, se nachází množství jeskyní, které byly vytesány a užívány lidmi v prehistorických dobách.
První písemná zmínka o Sperlinze pochází z roku 1082, kdy na Sicílii vládl normanský hrabě Roger I. V následném období nastala kolonizace některých oblastí Sicílie novými obyvateli, kteří sem přišli ze severní Itálie, z provincií Novara, Asti (tj. z Piemontu) a Alessandrie. Proto se v těchto oblastech Sicílie, včetně Sperlingy, po staletí uchovaly stopy galoitalského nářečí.
V dokumentu z roku 1239 je Sperlinga již zmíněna jako castrum, tj. opevněné sídlo s hradem. V následujících letech byla Sperlinga lénem různých feudálů, kteří od konce 16. století užívali titul knížat ze Sperlingy. Status knížectví udělil Sperlinze v roce 1597 Filip II. Španělský, král španělsky, portugalský, neapolský a sicilský v souvislosti se jmenováním Gianforte Natoliho knížetem ze Sperlingy. Z doby vlády knížete Natoliho pochází latinský nápis nad bránou hradu „Quod Siculis placuit, sola Sperlinga negavit“, zdůrazňující, že lidé ze Sperlingy se ve svém chování a tradicích odlišují od ostatních obyvatel Sicílie (například i v době tzv. „Sicilských nešpor“, povstání Sicilanů proti francouzské nadvládě, stáli Sperlingští na straně Francouzů) .
Okamžiky z historie Sperlingy ve 20. století zachytil Robert Capa, slavný americký fotograf maďarského původu, který pořídil ve čtvrti Capostrà proslulou momentku z průběhu spojenecké invaze na Sicílii. Tato fotografie z července roku 1943 byla publikována v časopise Life a o desítky let později se objevila na titulu knihy Gianniho Roccy L'Italia invasa (1943-1945), vydané nakladatelstvím Mondadori v roce 1999.

## Pamětihodnosti
- Castello di Sperlinga – rozlehlý středověký skalní hrad, jehož prostory jsou částečně zatesány do pískovcové skály. Od roku 1973 je hrad v majetku obce Sperlinga.[2]
- Il Borgo Rupestre – historické „borgo“ s četnými uměle vytesanými pískovcovými jeskyněmi
- Riserva Naturale Orientata del Bosco di Sperlinga e dell’Alto Salso – přírodní rezervace na území Sperlingy jihozápadně od městečka

## Galerie

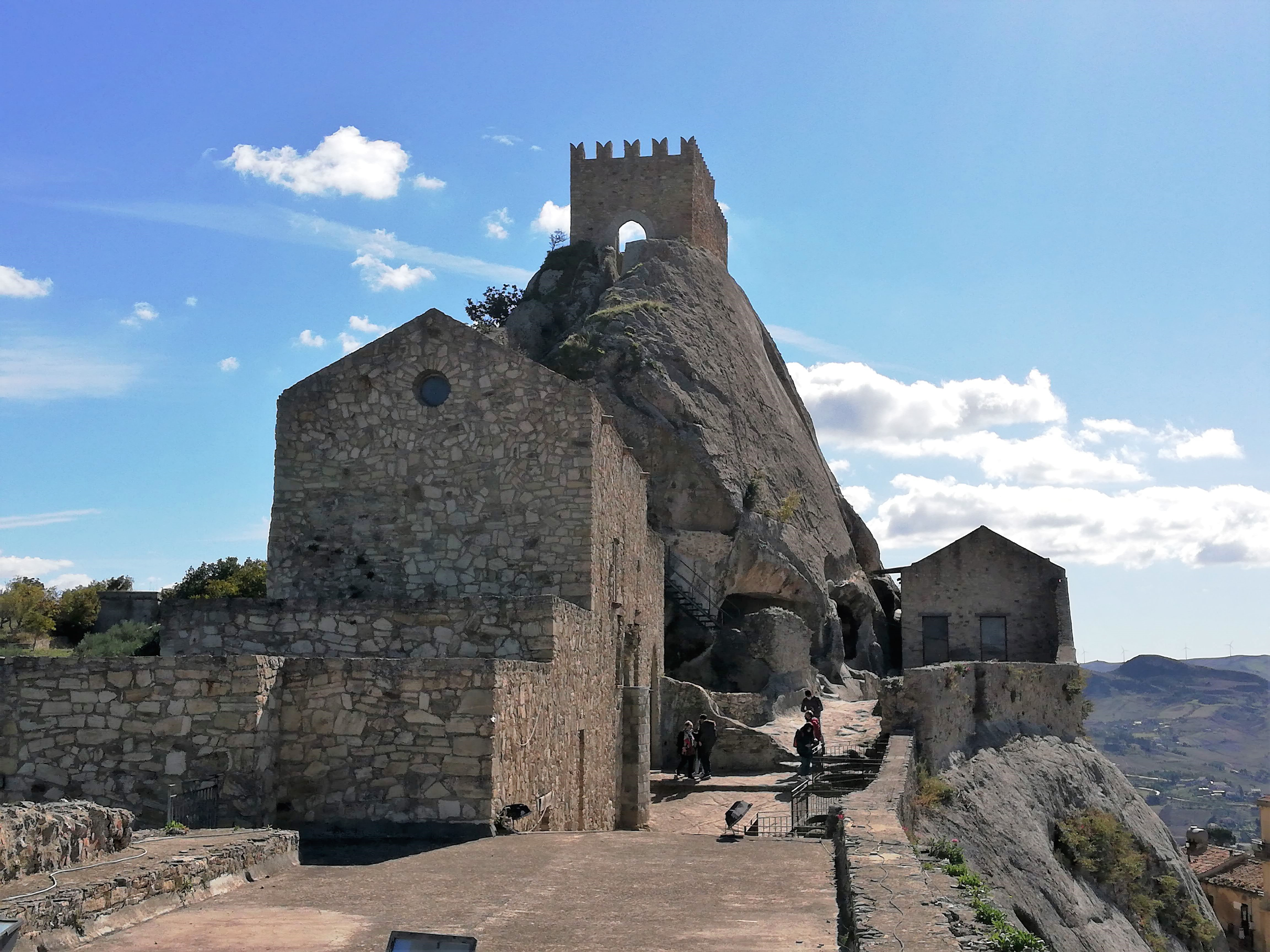
Capella Palatina (kostel sv. Dominika)
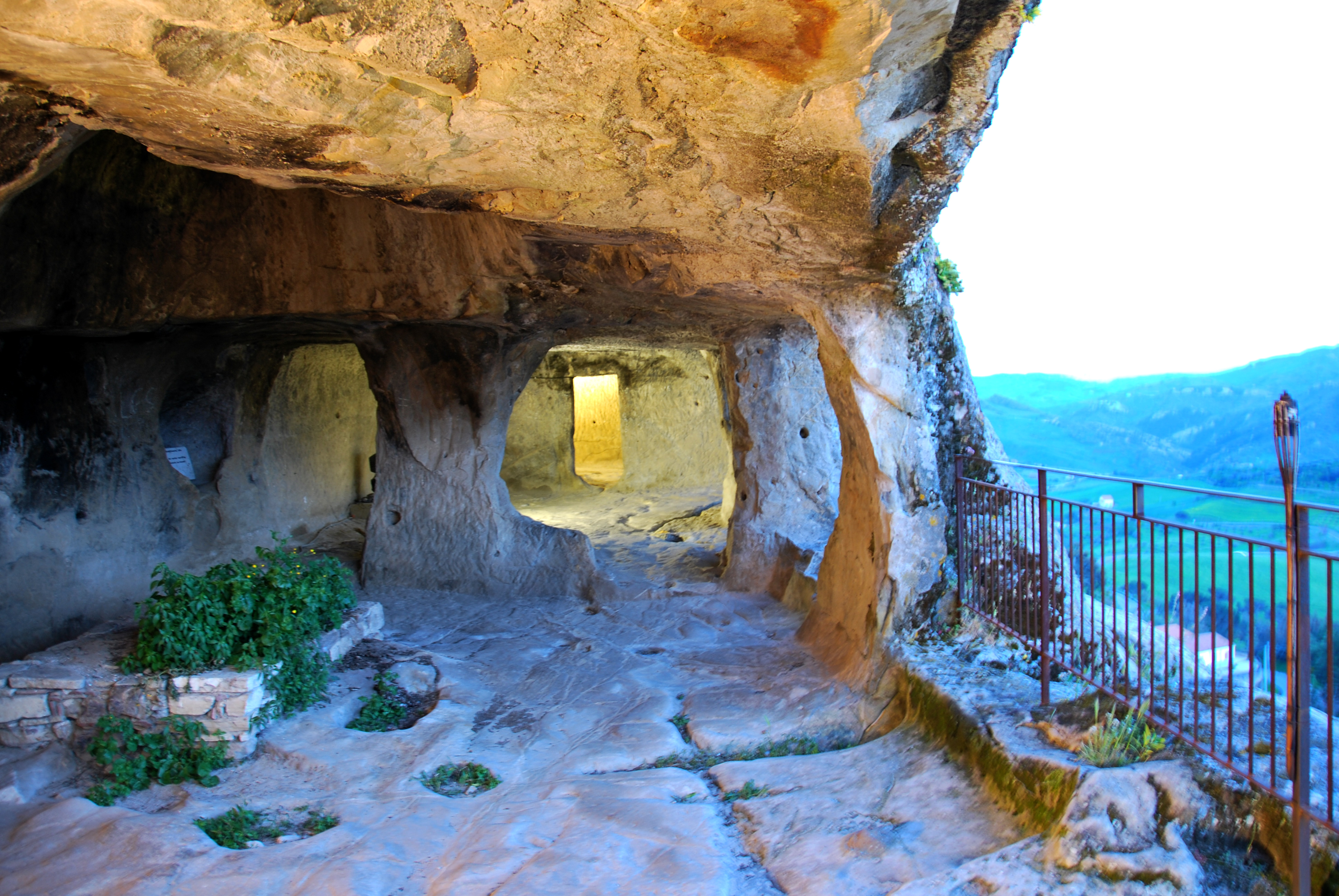
Hradní místnosti, vytesané ve skále
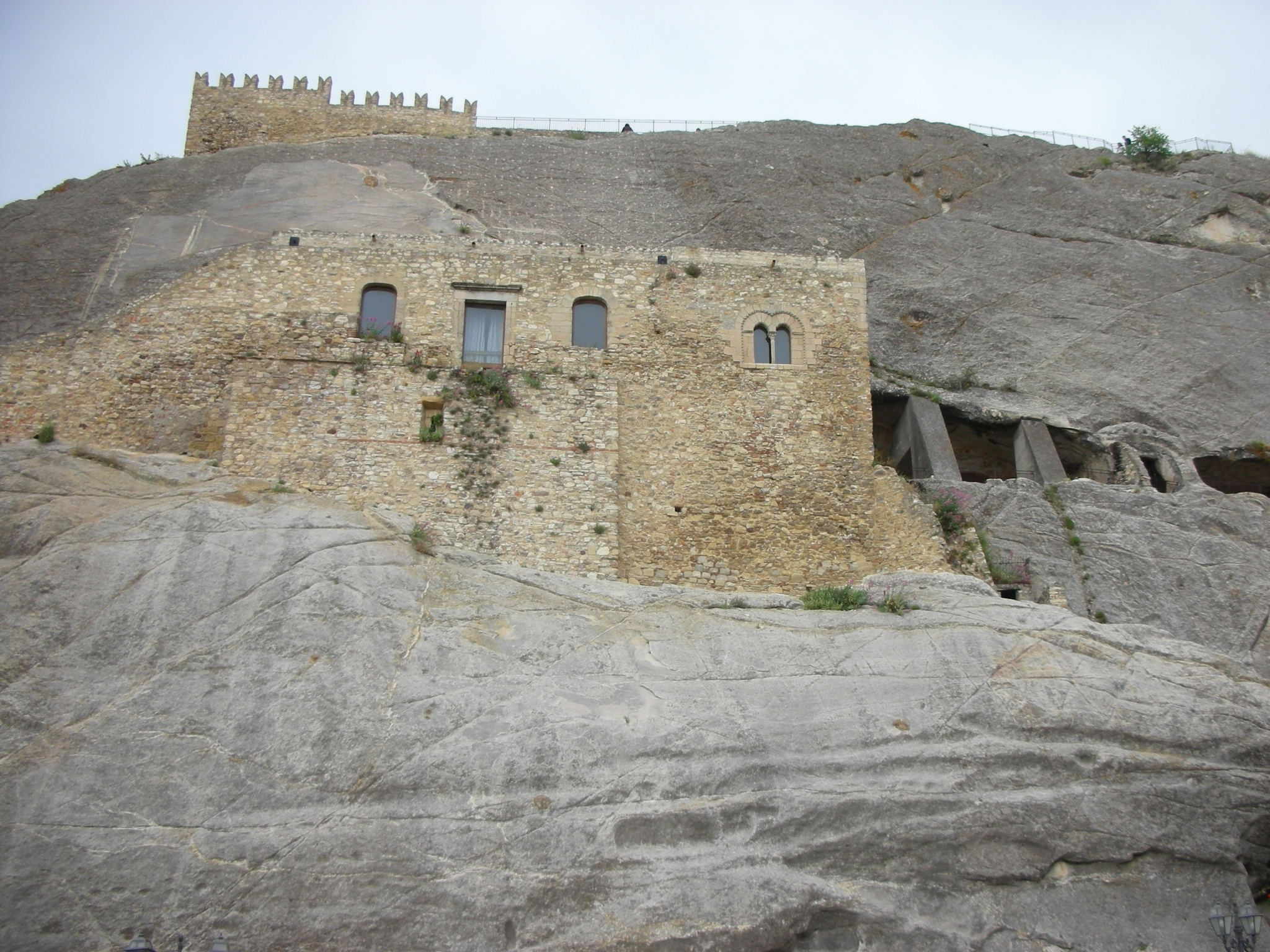
Pohled na hrad zdola
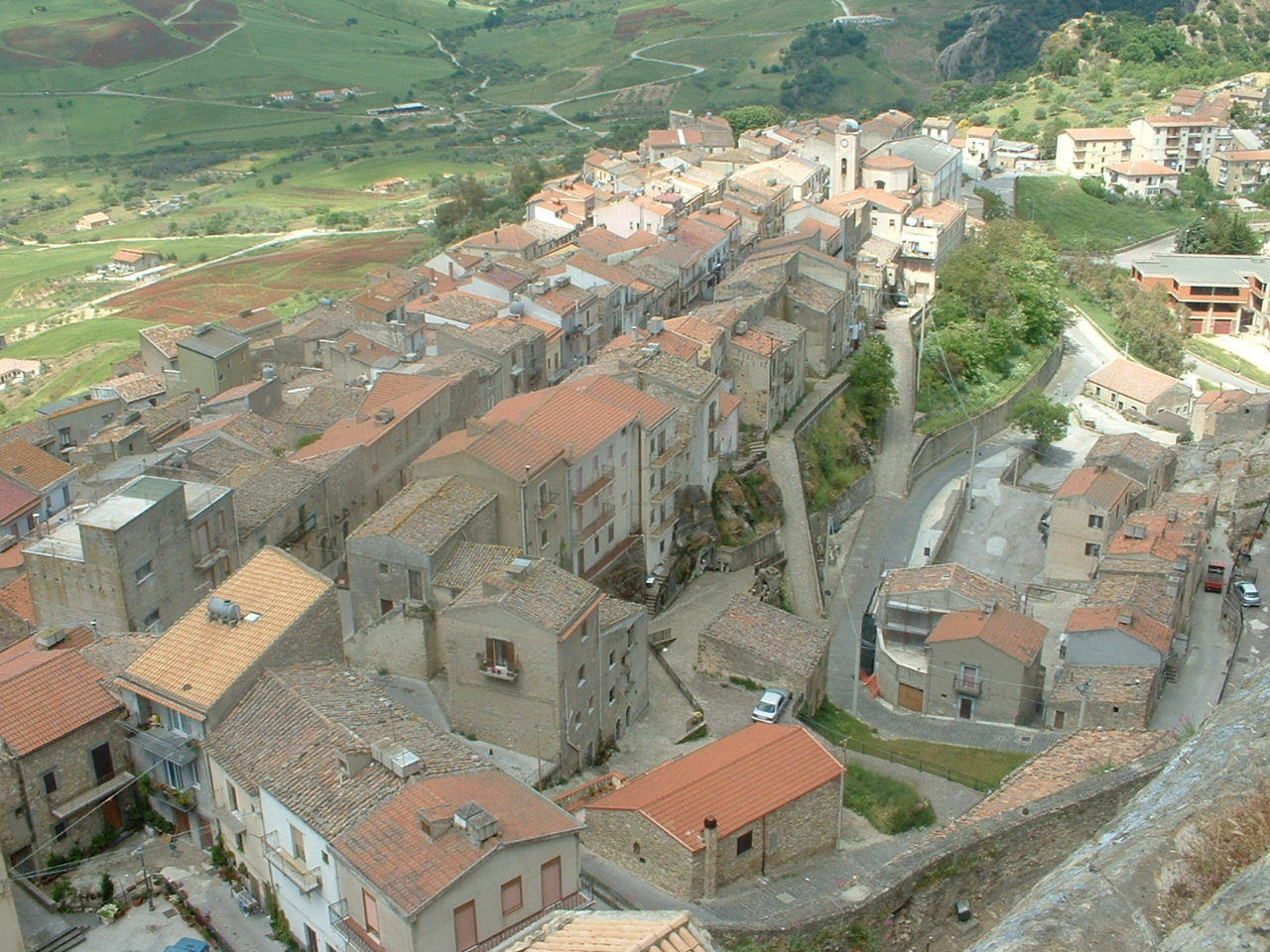
Pohled na městečko z hradní skály
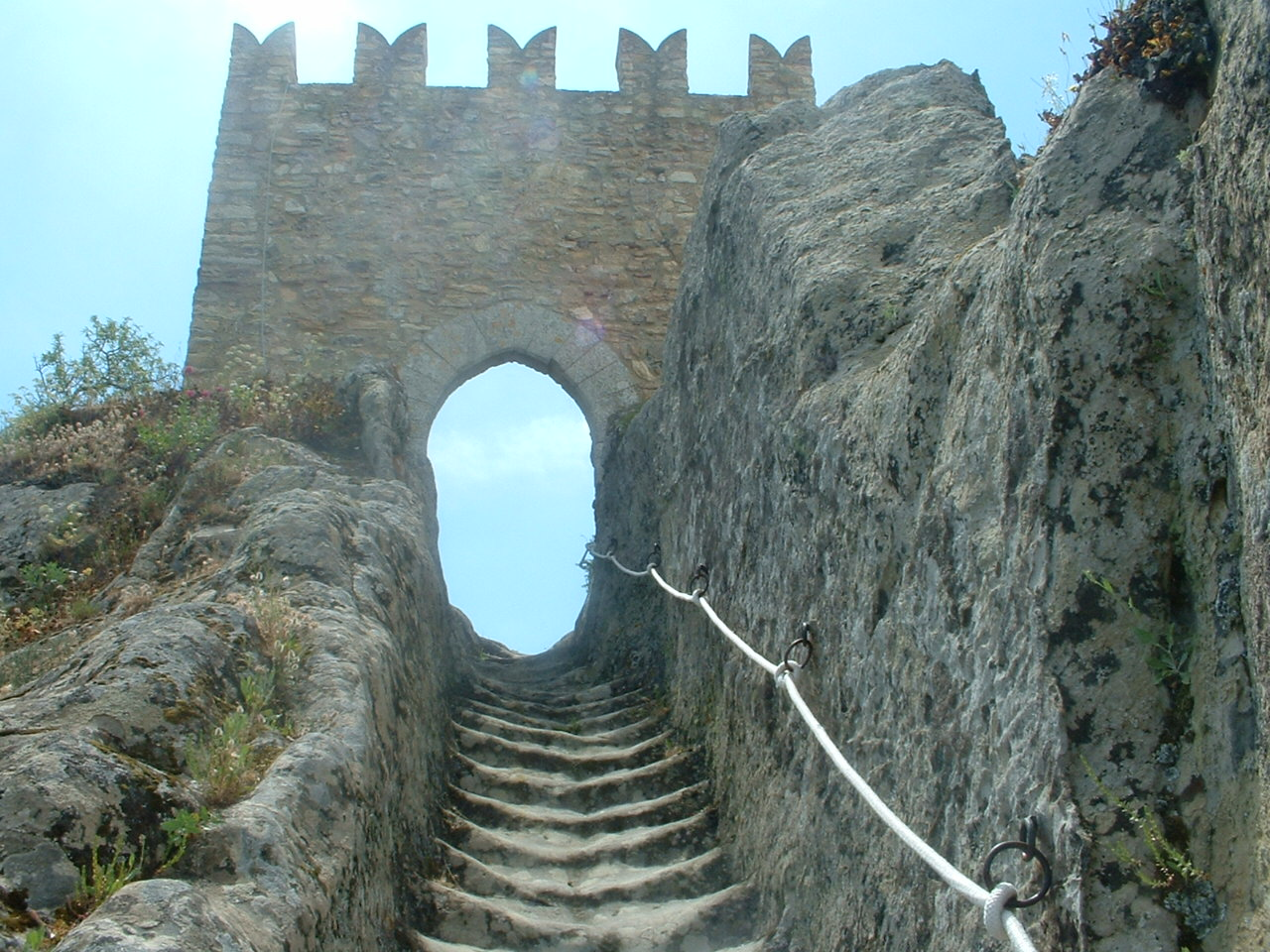
Pískovcové schodiště na hradě a brána